# Micula
Micula là một xã thuộc hạt Satu Mare, România. Dân số thời điểm năm 2002 là 3799 người.